# Ред Оук (Тексас)
Ред Оук (енгл. Red Oak) град је у америчкој савезној држави Тексас. По попису становништва из 2010. у њему је живело 10.769 становника.

## Демографија
Према попису становништва из 2010. у граду је живело 10.769 становника, што је 6.468 (150,4%) становника више него 2000. године.
| Група             | 2000.         | 2010.         |
| Белци             | 3.444 (80,1%) | 6.468 (60,1%) |
| Афроамериканци    | 233 (5,4%)    | 1.822 (16,9%) |
| Азијати           | 38 (0,9%)     | 53 (0,5%)     |
| Хиспаноамериканци | 503 (11,7%)   | 2.219 (20,6%) |
| Укупно            | 4.301         | 10.769        |